# École méthodique (médecine)
L'école méthodique fut une école médicale de la Rome Antique, souvent qualifiée de « secte méthodiste ou méthodique », qui mettait l'accent sur l'observation des malades, à la recherche de points communs permettant de classer les maladies, et par là d'instaurer un même traitement pour un même groupe de maladies ; plutôt que sur les cas individuels et les particularités de chaque patient.
Ce méthodisme médical apparait vers le IIe siècle av.J.C et se termine dans l'Antiquité tardive. Un méthodisme ou néo-méthodisme médical réapparait à la Renaissance pour prendre fin au début du XIXe siècle.

## Contexte
La notion de « secte médicale » apparait à Alexandrie au IIIe siècle av. J.C, haut-lieu de savoir de la médecine grecque antique, dont la figure dominante est Hérophile. À la suite d'Hérophile, plusieurs écoles médicales apparaissent, s'attaquant entre elles en joutes doctrinales, c'est la médecine des sectes.
À l'origine, le terme secte n'avait pas de sens péjoratif, le grec hairesis ou le latin secta désignent un groupe qui suit l' enseignement d'un maître (père fondateur du groupe, ou maitre à penser). Ce groupe garde sa cohérence par des débats oraux ou des écrits polémiques contre les autres sectes. Chaque groupe peut connaitre des dissidences, chaque médecin-écrivain pouvant disputer contre un autre membre, voire contre son propre maitre.
Avec la présence romaine, Alexandrie reste une capitale scientifique, mais de nombreux médecins instruits à Alexandrie viennent exercer à Rome, pour y transposer cette médecine des sectes. Classiquement, mais de façon simplificatrice, la médecine des sectes se subdivise en trois courants principaux ; le courant dogmatique, le courant empirique, le courant méthodique ou méthodiste, quoiqu'il existe d'autres sectes, intermédiaires, originales ou inclassables. Selon Danielle Gourevich, les médecins anciens reconnaissaient parfaitement l'appartenance de leurs collègues à telle ou telle secte, le plus humble des praticiens non-écrivains inscrivant toujours son appartenance sur sa pierre tombale.
L'apogée de la médecine gréco-romaine est représentée par la figure de Galien, qui réalise une vaste synthèse, en critiquant très durement toutes les sectes tout en faisant des emprunts à chacune.

## La médecine méthodique
La connaissance exacte de cette médecine est difficile, car la plupart des écrits méthodiques ont été perdus. Les textes dont on dispose sont surtout ceux de ses rivaux ou adversaires comme Galien ou Celse.

### Influences philosophiques
Le méthodisme médical antique aurait pu être influencé par le scepticisme et le stoïcisme, mais cela est discuté. Le méthodisme est plutôt influencé par le système naturel d'Asclépiade de Bythinie qui conçoit le corps humain comme composé de corpuscules visibles à la seule raison, circulant dans des canaux théoriques ou « pores ». Ces corpuscules sont fragiles et sécables indéfiniment (ce qui n'est pas exactement un atomisme). La santé est une libre circulation à flux constant, la maladie est excès ou insuffisance de flux, resserrement ou relâchement des pores.

### Principales notions
Le diagnostic est basé sur la recherche des « communautés apparentes », concept nouveau qui implique de percevoir ce que les symptômes peuvent avoir en commun. La médecine est « contemplation du semblable sur de l'apparent ». Cette communauté apparente, une fois posée, porte en elle-même l'indication du traitement, qui est celle du contraire pour un retour à l'équilibre.
Le méthodisme se distingue ainsi du dogmatisme, qui cherche à partir des symptômes à remonter jusqu'à la cause cachée (mais accessible à la raison), par un raisonnement inductif, puis de repartir de la cause jusqu'au traitement par un raisonnement déductif. Le méthodisme considère que la cause est inutile, puisqu'il suffit de corriger les apparences en maintenant les équilibres.
Le méthodisme se distingue aussi de l'empirisme, qui considère la cause comme inaccessible à la raison. Mais l'empiriste traite chaque malade en particulier, à partir d'une expérience acquise fortuitement de cas analogues, alors que le méthodique traite des phénomènes ou regroupements de symptômes, nécessitant un même traitement.

### Thérapeutique
Les communautés apparentes qui portent en elles-mêmes leurs propres indications sont au nombre de trois : l'état resserré ou status strictus (qui demande le relâchement), l'état relâché ou status laxus (qui demande le resserrement), et l'état mixte ou status mixtus (qui demande le traitement de l'état prépondérant). Le traitement évolue en fonction des phases et des circonstances de la maladie.
L'école méthodique accorde une grande importance à ce qu'on appelle aujourd'hui la physiothérapie. Outre le régime alimentaire (comme par exemple, le jeûne de trois jours), les traitements méthodiques sont dominés par l'utilisation du chaud et du froid ; les massages, onctions et frictions ; les bains ; la gymnastique active ou passive ; le chant et les exercices vocaux ; l'équitation ou le repos ; l'air, l'eau, le climat et l'altitude, etc. sans exclure les autres traitements de médecine antique.
Ces particularités expliquent le grands succès du méthodisme médical sous la Rome impériale, car répondant aux besoins et aux goûts immédiats des Romains, mangeurs, buveurs, épris d'exercices physiques et militaires, et de jeux du cirque. La thérapeutique méthodique était une « urgence logique » (tant au point de vue du raisonnement, selon J. Pigeaud, que de la demande sociale, selon Médioni) plus qu'une urgence thérapeutique. C'est ainsi que selon Asclépiade de Bythinie, le traitement devait se baser sur la devise tuto, celeriter, jucunde (sûrement, rapidement, agréablement).

### Principaux médecins méthodiques
À la suite d'Asclépiade de Bythinie, venu à Rome en 91 av.J.C, Thémison de Laodicée puis Thessalos de Tralles sont considérés comme les fondateurs de l'école méthodique. Ce sont les méthodiques anciens, dont les textes ont été perdus, et qui ont été vilipendés par Galien.
Le « jeune méthodisme » est représentés par les générations suivantes à partir du IIe siècle ap.J.C, jusqu'au Ve siècle ap.J.C. Le chef de file est Soranos d'Éphèse, dit « le prince des méthodiques », arrivé à Rome vers 100 a.p.J.C, dont plusieurs textes ont été traduits et transmis par Célius Aurélien au Ve siècle ap.J.C. C'est par l'œuvre de ce dernier que l'on peut connaitre directement des textes méthodiques.
Selon les historiens, les grands médecins méthodiques peuvent être des cliniciens hors-pair, distinguant et caractérisant des maladies ou des états négligés jusqu'alors. Ils ont une conception globalisante de la maladie : dans toute maladie localisée, c'est le corps tout entier qui est malade. Ils sont les premiers à envisager des traitements contre l'obésité vue comme une maladie en elle-même, ou à distinguer des pathologies liées à l'état de grossesse. Leur pratique n'est pas aussi automatique, simpliste ou systématique que leur théorie laisse entendre. Il y aurait autant de méthodismes différents que de grand médecins méthodiques.

## L'école méthodique vue par ses adversaires
La critique des médecins méthodiques se fait dans un cadre social, quasi-mondain. C'est l'époque où les élites romaines entrent en contact avec l'hellénisme et la culture grecque, montrant à la fois des attirances et des rejets. Les polémiques médicales, comme les autres polémiques, sont souvent féroces, où participent spécialistes et non-spécialistes qui les vivent comme des « enjeux de société ».
Ainsi Pline l'ancien considère Asclépiade de Bythinie comme un charlatan et beau parleur, Juvénal se dit incapable de dénombrer les malades assassinés par Thémison en un seul automne. Galien prétend que le peuple romain appelle les disciples de Thessalos, « les ânes de Thessalos ».
Selon Galien, les méthodiques auraient voulu faire la démonstration que la médecine, débarrassée de son superflu, pouvait être apprise en moins de six mois. Anatomie et physiologie seraient inutiles, délaissant Hippocrate, Thessalos est ainsi accusé d'avoir outrageusement simplifié Asclépiade de Bythinie, pour avoir de nombreux élèves en laissant croire aux cordonniers et forgerons qu'il était facile d'être médecin.
Galien lui-même est issu d'un milieu cultivé et riche, selon lui la médecine doit rester l'apanage d'aristocrates versés dans les lettres et les arts. Par contre-exemple, Thessalos, dépourvu d'instruction, est issu d'un milieu « fétide » puisque son père était de condition pénible, celle des cardeurs de laine. Rien d'étonnant à ce que les méthodiques produisent un concept monstrueux comme celui des communautés apparentes. Réduire les maladies à trois classes expose les méthodiques à de nombreuses contradictions, confusions et erreurs,.

Thessalos est aussi accusé de faire sa propre réclame pour impressionner le peuple. Il se déplace dans Rome en étant toujours suivi d'un cortège de plusieurs dizaines d'élèves, qui lui servent de serviteurs ou de gardes du corps. Enfin, Galien accuse les méthodiques d'être complaisants avec leurs malades : 
« Autrefois les médecins commandaient à leurs malades comme un général à ses soldats. Au contraire, Thessalos obéit à ses clients comme un esclave à ses maitres. Veulent-ils se baigner, il les baigne. Demandent-il des boissons fraîches, il fait apporter de la neige. Réclament-ils du vin, il prend soin de ne pas leur en refuser ». 
Des médecins méthodiques parviennent en effet à entrer dans le cercle intime du pouvoir suprême, comme Asclépiade de Bythinie auprès de Marc-Antoine, Antonius Musa auprès d'Auguste, Thessalos de Tralles auprès de Néron.
Galien cite les titres d'une dizaine d'ouvrages de Thessalos, aucun texte de ces premiers méthodiques n'a été transmis. Aussi il est difficile pour les historiens de faire la part de la vérité historique et de la rivalité professionnelle : « Nous ne pouvons, toutefois, savoir jusqu'à quel point la critique de Galien ne reflète pas une certaine jalousie et un certain dépit de voir des malades préférer les soins des médecins méthodiques ».

## Postérité de l'école méthodique
Le « jeune méthodisme », surtout la gynécologie de Soranos d'Éphèse, aura une grande influence en médecine arabe médiévale. Mais en Islam, comme en Chrétienté, ses bases philosophiques (matérialisme mécanique) seront rejetées.

### Systèmes théoriques
Un méthodisme ou néo-méthodisme réapparait à la Renaissance, dans un mouvement de réaction contre la médecine galénique médiévale. Il ne s'agit pas d'un courant homogène, mais plutôt de systèmes similaires étiquetés « méthodiques » par des contemporains ou des historiens du XIXe siècle qui cherchent à ranger les nouveaux courants médicaux selon des critères ou des références antiques.
Ces méthodismes ou néo-méthodismes ont en commun le fait de se baser sur un mécanisme rationnel (refus de la métaphysique, du vitalisme, des causes occultes ou finales), sur la réduction des phénomènes en quelques principes logiques simples, et parfois sur des thérapeutiques corporelles axées sur l'entretien ou la préservation de la santé (pouvant se rapprocher de ce qu'on appelle aujourd'hui médecine physique, kinésithérapie, physiothérapie, etc.).
Prospero Alpini (1553-1617), surtout connu comme botaniste, est l'un des premiers à se référer à l'école méthodique (De Medicina methodica, 1611).
En opposition avec la médecine humorale, des philosophies de la nature basées sur l'atomisme ou les théories corpusculaires appliquées à la médecine sont parfois qualifiées de méthodiques. D'autre part, la médecine iatrophysique ou médecine solidiste est similaire au méthodisme antique. Cette médecine conçoit la physiologie comme une physique des solides basée sur la notion de fibre musculaire, la circulation sanguine est ainsi le résultat de tensions cardiaques et vasculaires, la digestion est liée au broyage et à la trituration, etc. C'est un mécanisme inspiré de celui de Descartes (1596-1650). La maladie est excès de tension ou de détente, qui peuvent être estimées voire mesurées. Georges Blagivi (1668-1707) et Philippe Hecquet (1661-1737) en sont les principaux représentants.
Différents systèmes apparaissent, combinant iatrophysique, iatrochimie et solidisme (Boerhaave, 1668-1738), pour ramener la pathologie à des principes simples (couple de contraires ou de plus-moins), comme celui de Friedrich Hoffmann (1660-1742), celui de William Cullen (1710-1790), celui de John Brown (1735-1788), avec des concepts de tonus des fibres musculaires, d'excitabilité ou d'irritabilité des fibres nerveuses, de hyper- ou hypotonie, de sthénie ou d'asthénie, etc. François Broussais (1772-1838). en serait un des derniers représentants, avec son concept d'inflammation tissulaire, surtout du tube digestif.
Ces derniers système théoriques disparaissent au XIXe siècle avec l'avènement de la méthode anatomo-clinique et de la médecine expérimentale.

### Pratiques corporelles
L'humanisme de la Renaissance, par son retour aux sources, fait retrouver des pratiques antiques, comme Girolamo Mercuriale avec son De arte gymnastica (1569). Toutefois, c'est au cours du XVIIIe siècle que médecins et pédagogues s'intéressent à la revalorisation du corps (gymnastique médicale ou éducative, massages, traitements physiques). Il s'agit d'une nouvelle tendance culturelle où l'on retrouve le philosophe Jean-Jacques Rousseau, et des médecins comme Johann Frank ou Clément Tissot. Ces pratiques se développent en France, en Italie, en Allemagne et en Suède. Au XIXe siècle, l'hygiène et les soins du corps, d'origine antique et modernisés, deviennent pratique sociale comme l'hydrothérapie (bains, eaux thermales...), climatothérapie (montagne, bord de mer), héliothérapie (bains de soleil), de même que les activités physiques et sportives, promues comme facteurs de santé.

## Source
- (en) Cet article est partiellement ou en totalité issu de l’article de Wikipédia en anglais intitulé « Methodism (history of medicine) » (voir la liste des auteurs).